# Purureche (Venezuela)
Pour les articles homonymes, voir Purureche.
Purureche est la capitale de la paroisse civile de Purureche de la municipalité de Democracia de l'État de Falcón au Venezuela. Elle est située précisément à cheval sur la frontière avec la paroisse civile de Piedra Grande.